# Dolomedes furcatus
Dolomedes furcatus là một loài nhện trong họ Pisauridae.
Loài này thuộc chi Dolomedes. Dolomedes furcatus được Carl Friedrich Roewer miêu tả năm 1955.